# Bataille de Vrigne-Meuse
Première Guerre mondiale
Batailles
Front d'Europe de l’Ouest
- Frontières (8-1914)
- Liège (8-1914)
- Namur (8-1914)
- Dinant (8-1914)
- Anvers (9-1914)
- Grande Retraite (9-1914)
- 1re Marne (9-1914)
- Course à la mer (9-1914)
- Yser (10-1914)
- 1re Ypres (10-1914)
- 1re Messines (10-1914)
- Hartmannswillerkopf (1-1915)
- Neuve-Chapelle (3-1915)
- 2e Ypres (4-1915)
- Artois (5-1915)
- Artois (9-1915)
- Loos (9-1915)
- Verdun (2-1916)
- Hulluch (4-1916)
- Somme (7-1916)
- Arras (4-1917)
- Vimy (4-1917)
- Chemin des Dames (4-1917)
- 2e Messines (6-1917)
- 3e Ypres (7-1917)
- Cote 70 (8-1917)
- 1re Cambrai (11-1917)
- Offensive du Printemps (3-1918)
- 4e Ypres (4-1918)
- Michael (5-1918)
- 2e Marne (5-1918)
- Aisne (5-1918)
- Bois Belleau (6-1918)
- Château-Thierry (7-1918)
- Le Hamel (7-1918)
- Amiens (8-1918)
- Cent-Jours (8-1918)
- L'Ailette (9-1918)
- 2e Cambrai (10-1918)

Front italien
- 1re Isonzo (6-1915)
- 2e Isonzo (7-1915)
- 3e Isonzo (10-1915)
- 4e Isonzo (11-1915)
- 5e Isonzo (3-1916)
- 6e Isonzo (8-1916)
- 7e Isonzo (9-1916)
- 8e Isonzo (10-1916)
- 9e Isonzo (11-1916)
- 10e Isonzo (5-1917)
- Mont Ortigara (6-1917)
- 11e Isonzo (8-1917)
- Caporetto (12e Isonzo) (10-1917)
- Piave (6-1918)
- Vittorio Veneto (10-1918)

Front d'Europe de l’Est
- Stallupönen (8-1914)
- Gumbinnen (8-1914)
- Tannenberg (8-1914)
- Lemberg (8-1914)
- Krasnik (8-1914)
- 1re lacs de Mazurie (9-1914)
- Przemyśl (9-1914)
- Vistule (9-1914)
- Łódź (11-1914)
- Bolimov (1-1915)
- 2e lacs de Mazurie (2-1915)
- Gorlice-Tarnów (5-1915)
- Varsovie (6-1915)
- Lac Narotch (3-1916)
- Offensive Broussilov (6-1916)
- Turtucaia/Tutrakan (9-1916)
- Offensive Flămânda (9-1916)
- Offensive Kerenski (7-1917)
- Mărășești (8-1917)

Front du Moyen-Orient
- Afrique du Nord
- Caucase
- Perse
- Dardanelles
- Mésopotamie
- Sinaï et Palestine
- Ctésiphon (11-1915)
- Kut-el-Amara (12-1915)
- Magdhaba (12-1916)
- Révolte arabe
- Rafa (1-1917)
- Bagdad (3-1917)
- 1re Gaza (3-1917)
- 2e Gaza (4-1917)
- Aqaba (7-1917)
- Beer-Sheva (10-1917)
- 3e Gaza (11-1917)
- Megiddo (9-1918)

Front des Balkans
- Campagne de Serbie
- Bataille du Cer
- Bataille de la Kolubara
- Expédition de Salonique
- Bataille de Doiran (1916)
- Bataille de Monastir
- Bataille de Monastir (1917)
- Bataille de Skra-di-Legen
- Bataille de Dobropolje
- Bataille de Doiran (1918)
- Campagne de Serbie

Front africain
- Laï (8-1914)
- Sandfontein (9-1914)
- Tanga (11-1914)
- Naulila (12-1914)
- Jassin (1-1915)
- Gibeon (4-1915)
- Bukoba (6-1915)
- Mongua (8-1915)
- Salaita (2-1916)
- Beringia (5-1916)
- Negomano (11-1917)

Front océanien et asiatique
- Papeete
- Bita Paka
- Fanning
- Toma
- Tsingtao
- Penang
- Coronel
- Îles Cocos

Bataille de l'Atlantique et de la mer Baltique
- Blocus allié de l'Allemagne
- Odensholm (08-1914)
- 1re Heligoland (08-1914)
- Action du 22 septembre 1914
- Falklands (12-1914)
- Dogger Bank (01-1915)
- Gotland (07-1915)
- Golfe de Riga (08-1915)
- Yarmouth et Lowestoft (04-1916)
- Jutland (05-1916)
- Funchal (12-1916)
- Combat entre le Leopard et le HMS Achilles
- Pas-de-Calais (04-1917)
- Combat entre le HMAS Sydney et le LZ92
- Détroit de Muhu (10-1917)
- 2e Heligoland (11-1917)
- Croisière de glace (02/03-1918)
- Zeebruges (04-1918)
- 1er Ostende (04-1918)
- 2e Ostende (05-1918)
- Sabordage allemand à Scapa Flow (06-1919)

Bataille de la mer Noire
- 12 octobre 1914
- Odessa (10-1914)
- Novorossiisk
- Feodosia
- Cap Sarytch
- île Kirpen (1re)
- île Kirpen (2e)

La bataille de Vrigne-Meuse est une attaque menée par l'infanterie française contre les positions allemandes, entre le 9 et le 11 novembre 1918 dans les Ardennes. Il s'agit de la dernière bataille de la Première Guerre mondiale.

## Histoire

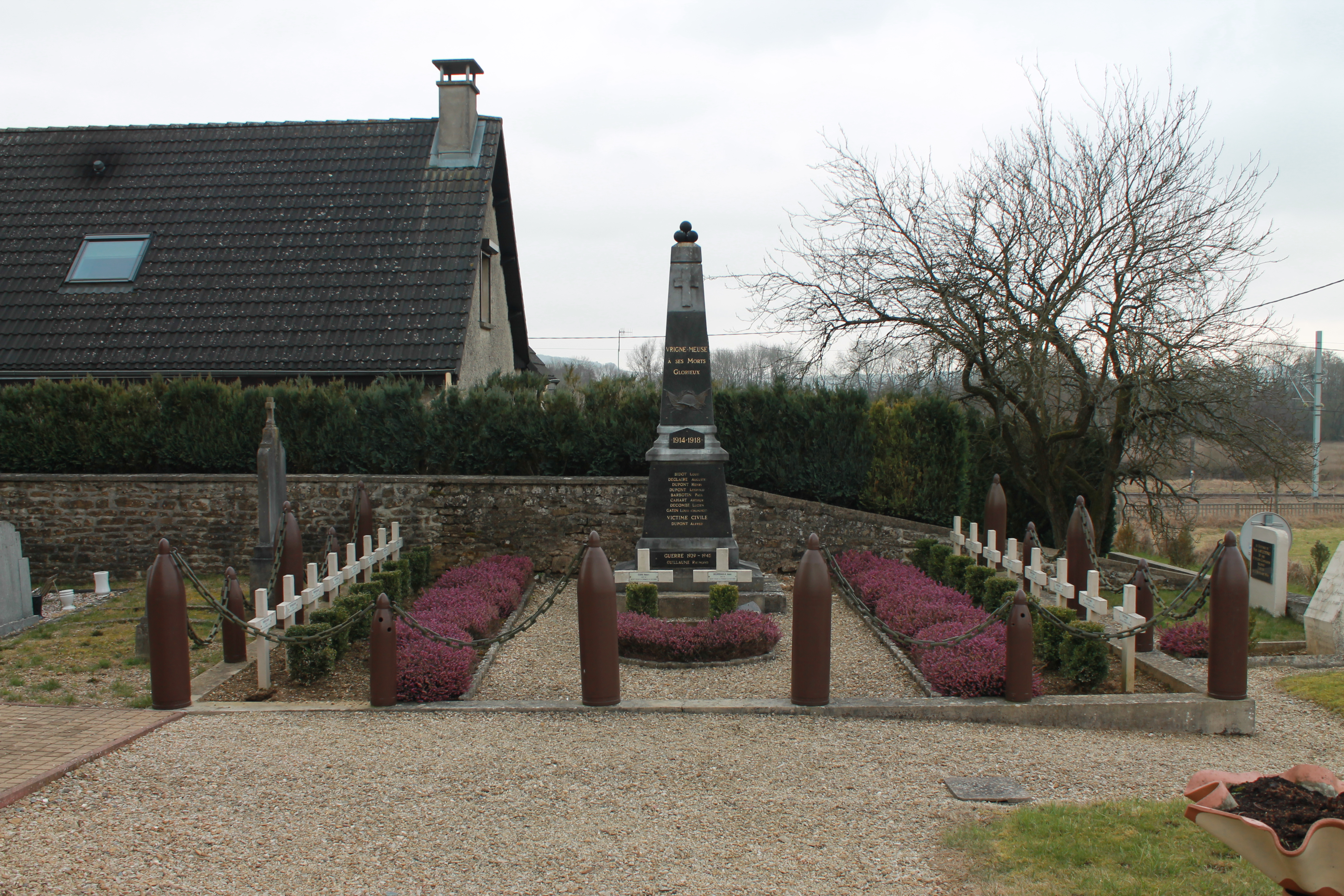
Sépultures des derniers Français tombés le 9, 10 et 11 novembre 1918.

Le 9 novembre 1918, le 415e régiment d'infanterie (RI) tente de traverser la Meuse entre Dom-le-Mesnil et Vrigne-Meuse. Des passerelles sont installées par le génie divisionnaire. Le lendemain, les trois bataillons du 415e régiment d’infanterie, soit 700 hommes, sont en infériorité numérique pour affronter les forces allemandes.
Le 11 novembre, à 10 h 30, le brouillard se lève, l'estafette Augustin Trébuchon porte un message à son capitaine. Augustin Trébuchon du 415e régiment d’infanterie, est le dernier soldat français officiellement mort pour la France, il est tué aux environs de 10 h 45 et  10 h 50,,. Il est fauché par une rafale de mitrailleuse 15 minutes avant l'entrée en vigueur du cessez-le-feu fixé à 11 heures. C'est en sa qualité d'agent de liaison au 415e RI, qu'il courait vers le front en bordure de Meuse (Bois Charlemagne), porteur d'un message ordonnant aux combattants de décrocher vers l'arrière (Dom-le-Mesnil) pour la soupe prévue à 11 heures 30. Son corps est retrouvé par l'agent de liaison Georges Gazareth et le clairon Octave Delaluque, quand ils rampaient vers le trou qui servait de PC au capitaine Lebreton. 
D'après l'historien Georges Dommelier, Trébuchon est décédé entre la passerelle du barrage et la ligne de front qui se trouvait le long de la voie ferrée puisqu'il allait vers les troupes de première ligne, devant Vrigne-Meuse. 
Selon l'historien belge Jean-Emile Andreux, un autre soldat serait mort, cinq minutes avant 11 heures, par un tir d'obus allemand. Il pourrait s'agir de Jules Achille (né en 1893, en Mayenne) servant dans le même régiment, selon Jean-Dominique Merchet.
Selon l'historien Jean-Yves Le Naour, un certain nombre de soldats qui ont été tués le 11 novembre 1918, leur décès a été retranscrit sur les fiches matricules pour le 10 novembre 1918 parce qu'il était trop difficile d'avouer et de dire aux familles que leur fils, leur mari, leur frère avait été tué le jour même de l'armistice.
Concernant l'heure exacte de la mort de Trébuchon et la localisation de l'endroit où il a été tué, il existe au moins deux versions, à proximité de la voie ferrée ou dans les couverts du massif de l'Epine.
Le 11 novembre 1918, à Vrigne-Meuse, le clairon Octave Delaluque sonne l'Armistice. Il est le seul clairon à avoir sonné l'armistice sur le front en plein combat. Le 11 novembre, avant 11 h, il est ramené d'un trou d'obus en rampant sous la mitraille par un camarade de combat, André Gazareth, vers la ligne de front à Dom-le-Mesnil où le capitaine Lebretton lui donne l'ordre de sonner le cessez-le-feu. Il ne se souvient plus de la sonnerie apprise en 1911.  Le caporal Pierre Sellier, originaire du Territoire de Belfort, dont le clairon repose toujours au Musée de l’Armée, a sonné le cessez-le-feu le 7 novembre au soir, pour permettre aux plénipotentiaires allemands de traverser les lignes françaises à La Flamengrie dans l'Aisne.
D'après l'historien Jean-Emile Andreux, le journal de marche et opérations du service de santé du 415e régiment, il découvre cette phrase :
« le 11/11 à 11H sonnerie de l'Armistice. Le dernier obus est tiré à 11H-5 (11H05 ou 11Hmoins5 ?) à proximité du poste de secours principal, installé à Dom-le-Mesnil et tue un homme, l'identité de ce dernier est inconnue, mais un nom est parfois évoqué, Jules Achille, né le 14 septembre 1893 à La Poôté en Mayenne ».
D'après l'historien René Richard, de l’association « Bretagne 14-18 », a découvert qu’un homme était mort quelques minutes après Trébuchon. À 10 h 58 exactement . Il s’agit d’Auguste Joseph Renault, né le 6 décembre 1897, à Saint-Trimoël, près de Lamballe, dans les Côtes-du-Nord.
On ne laissa pas le temps aux hommes du 415e régiment d’infanterie d’enterrer leurs morts. Leur commandant fut envoyé au Liban et en Syrie. Le 415e régiment d’infanterie ne fut pas représenté au grand défilé de la victoire du 14 juillet 1919. Dix ans plus tard, en avril 1929, un monument aux morts fut inauguré sur les lieux des combats, en présence d’anciens combattants.